# Velîki Didușîci, Strîi
Velîki Didușîci (în ucraineană Великі Дідушичі) este localitatea de reședință a comunei Velîki Didușîci din raionul Strîi, regiunea Liov, Ucraina.

## Demografie
Componența lingvistică a localității Velîki Didușîci
     Ucraineană (100%)
Conform recensământului din 2001, toată populația localității Velîki Didușîci era vorbitoare de ucraineană (100%).